# 後藤満吉
後藤 満吉（ごとう みつよし、1956年3月25日 - ）は、北海道出身のプロゴルファー。

## 来歴
札幌第一高等学校出身。
18歳からゴルフを始め、1979年にプロ入りする。
1981年の北海道オープンで初優勝を果たすと、札幌オープン・道東オープンでも優勝し、東海クラシックでは初日を強い雨で水浸しの悪コンディションながら陳健忠（中華民国）・矢部昭・小林富士夫・内田繁・安田春雄と並んでの9位タイでスタートした。
1985年の北海道オープンでは初日に2アンダー70で単独首位スタートを決め、2日目には7位と後退したが、3日目には6位、最終日には3アンダー69で3位に浮上。
1986年の北海道オープンでは初日を2アンダー68で上原宏一と並んでの首位タイでスタートし、2日目には通算5アンダー139で高橋勝成に2打差付けて単独首位に立つが、3日目には高橋勝・高見和宏に次ぐ3位タイに後退し、最終日には高橋勝・高見・内田袈裟彦に次ぐ5位に留まった。
1988年には札幌オープン2勝目を挙げたほか、1992年・1998年と道東オープンを2勝し、1994年には北海道プロ選手権で優勝。
1999年には後楽園カップ（第2回）で青木基正と並んでの2位タイに入り、2000年には第1回北見オープン・プロの部で小島昭彦・上原を抑えて優勝。
2001年の全日空オープンを最後にレギュラーツアーから引退し、2004年には北海道プロ2勝目を挙げた。
現在はPGA北海道プロゴルフ会会員。

## 主な優勝
- 1981年 - 北海道オープン、札幌オープン、道東オープン
- 1988年 - 札幌オープン
- 1992年 - 道東オープン
- 1994年 - 北海道プロ
- 1998年 - 道東オープン
- 2000年 - 北見オープン
- 2004年 - 北海道プロ